# Strasbourg Kangourous
Pour les articles homonymes, voir Kangourou (homonymie).
 (février 2019).
Si vous disposez d'ouvrages ou d'articles de référence ou si vous connaissez des sites web de qualité traitant du thème abordé ici, merci de compléter l'article en donnant les références utiles à sa vérifiabilité et en les liant à la section « Notes et références ».
Les Kangourous de Strasbourg sont une équipe française de football australien basée à Strasbourg. Le club est créé en 2004, sur l'initiative de Marc Jund, trésorier du club.
C'est l'Association strasbourgeoise de football australien (ASFA) qui représente légalement le club.

## Histoire
(février 2020).
Après avoir entamé leurs premiers entraînements en janvier 2005, les Kangourous de Strasbourg disputent leur premier match officiel face aux Cockerels de Paris à Cergy au mois de septembre (défaite 37-75). Quelques semaines après, la majorité de l'équipe traverse la Manche pour représenter l'équipe de France au premier Championnat d'Europe disputé à Londres, l'EU Cup 2005.
Le club connait une parenthèse germanique en 2006. En effet, l’équipe intègre le championnat d’Allemagne, pour des raisons de proximité, Strasbourg étant l’unique club du Grand Est de la France. Les « Blacks Devils », rebaptisés (Munich avait déjà ses kangourous), finissent 5e de la compétition.
L’apport des joueurs strasbourgeois au niveau national est très important, puisqu'en 2007, date du premier championnat d’Europe (EU Cup) à Hambourg, ce ne sont pas moins de neuf alsaciens qui composent la sélection française. Pour sa première édition, la coupe de France regroupe en 2007-2008 quatre équipes : les Paris Cockerels, les Montpellier Fire Sharks, les Bordeaux Bombers et les Kangourous de Strasbourg. Ces derniers s'inclinent en finale de la compétition face aux Paris Cockerels. La saison suivante se déroule la première édition du championnat de France de football australien. Strasbourg, après deux victoires face à Bordeaux et Montpellier, s'inclinent à domicile pour terminer à la deuxième place. Lors de la coupe de France de cette saison, édition disputée à Bordeaux, Strasbourg évite la « cuillère de bois ».
Désireux de se reconstruire et favoriser le recrutement, Strasbourg décide faire l’impasse sur le championnat lors de la saison 2009-2010, mais obtient tout de même l'organisation de la coupe de France, remportée par Toulouse et ou Strasbourg termine troisième.

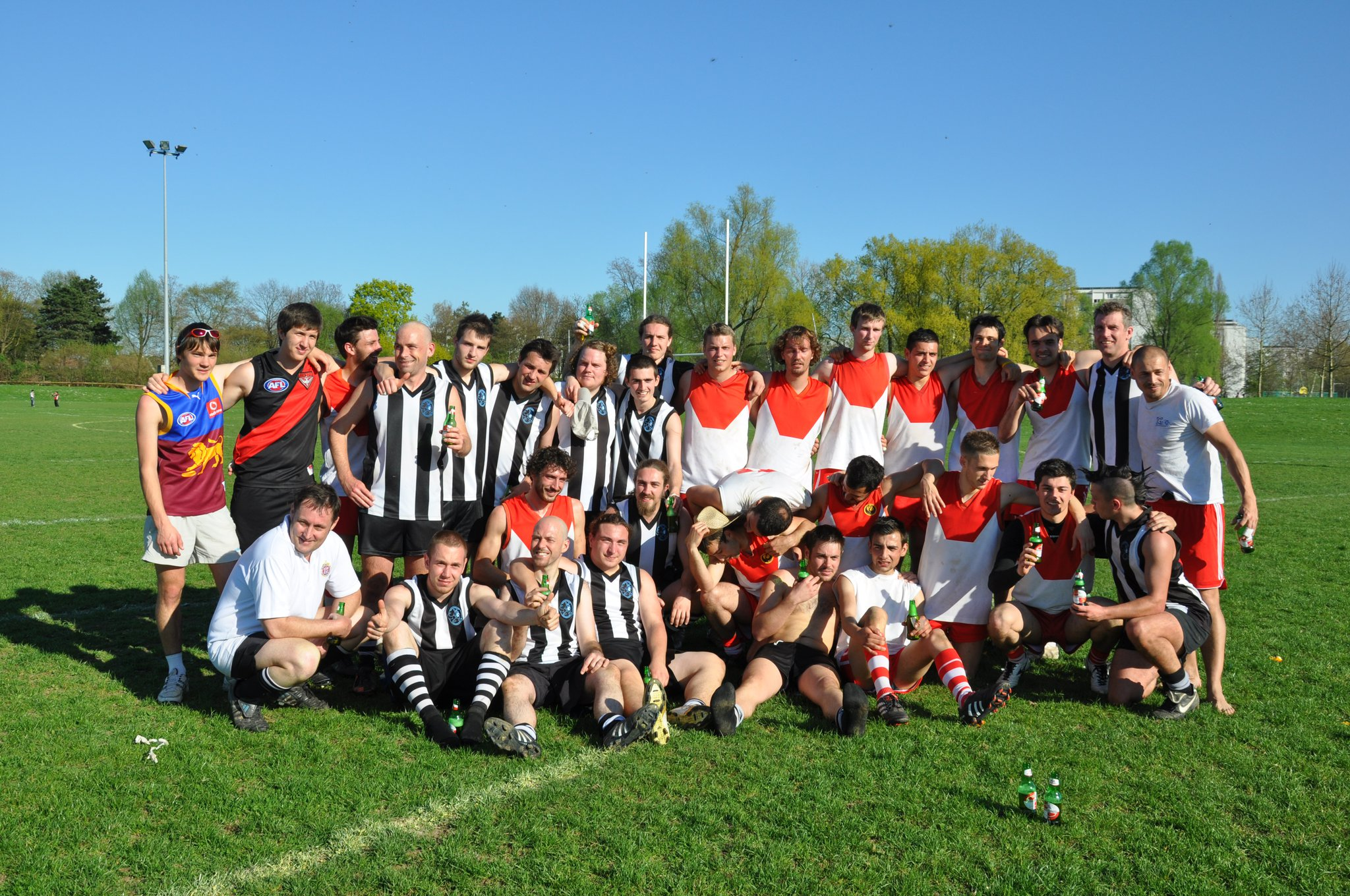
Strasbourg - Bordeaux 1 avril 2011.

En novembre, les Kangourous retrouvent le championnat de France, désormais divisé en deux « conférences », nord et sud. Grâce à une victoire à Perpignan lors de la dernière journée, Strasbourg termine à la cinquième place.
La saison 2011-2012 se termine avec un bilan de six défaites en autant de matches, dont par un forfait  à Bordeaux lors de la dernière journée. En coupe de France, Strasbourg s'incline en demi-finale opposé au club parisien pour terminer à la troisième place de cette compétition après une victoire sur Toulouse.

## Couleurs
maillot rayé noir et blanc, 
short noir, 
bas rayés noir et blanc

### Bureau
- Michaël Dargegen, président
- Marc Jund, trésorier
- Thomas Mahut, secrétaire

### Membres annexes
Paul King, Australien, arbitre, ex-joueur, ex-entraîneur

### Personnalités qui ont compté dans le club
- Jérôme Renaud, premier entraîneur de 2005 à 2006
- Alexis Schimpf, joueur de 2006 à 2008
- Olivier « Mickey » Lemesle, joueur de 2005 à 2009 et illustre manager
- Adam Le Nevez, joueur,arbitre et assistant coach de 2007 à 2011
- Bertrand Remaud, joueur et fabricant d'ambiance de 2010 à 2012

## Sources externes
ululefootball-australien